# Gerino Gerini (politico)
Gerino Gerini (Barberino di Mugello, 18 settembre 1871 – Barberino di Mugello, 13 giugno 1927) è stato un politico italiano.
Nel 1920 fu nominato senatore del regno d'Italia.

## Famiglia
Gerino Gerini era figlio del marchese Antonio Gerini, patrizio fiorentino, e della principessa romana Anna Maria Borghese.
Aveva sposato una cugina, la principessa Teresa Torlonia, figlia di Giulio Torlonia Borghese e di Anna Maria Torlonia, e sorella dei senatori Carlo e Giovanni Torlonia. La coppia ebbe sei figli, quattro maschi (Carlo, Alessandro, Lippo e Brando) e due femmine (Isabella e Maria Immacolata).

## Cariche ricoperte
- Sindaco di Barberino di Mugello
- Consigliere comunale di Barberino di Mugello
- Consigliere provinciale di Firenze
- Socio azionista di  Il Nuovo giornale
- Presidente dell'Associazione  Pro cultura  di Firenze nel 1906
- Presidente dell'Associazione agricola di Borgo San Lorenzo
- Collaboratore della rivista  Echi e commenti
- Collaboratore della rivista  Rassegna internazionale

## Titoli nobiliari
- Marchese
- Patrizio di Firenze